# Ołżas Sułtan
Ołżas Kanatuły Sułtan (kaz. Олжас Қанатұлы Султан; ur. 23 sierpnia 1999) – kazachski zapaśnik walczący w stylu klasycznym. Zajął 21. miejsce na mistrzostwach świata w 2023. 
Trzeci na MŚ U-23 w 2022. Trzeci na MŚ kadetów w 2015, a także na mistrzostwach Azji juniorów w 2019 roku. 